# Zaboršt (Škocjan)
Zaboršt is een plaats in Slovenië en maakt deel uit van de gemeente Škocjan in de NUTS-3-regio Jugovzhodna Slovenija. De plaats telde 40 inwoners op 1 januari 2020.